# Terence Conran
Terence Orby Conran (Kingston upon Thames, Surrey, 4 de octubre de 1931-Kintbury, West Berkshire, 12 de septiembre de 2020) fue un diseñador, gastrónomo, empresario y escritor británico conocido por ser el creador de Habitat y The Conran Shop, y haber diseñado distintos artículos para el hogar con estilo a disposición de un mercado más amplio a partir de la década de 1960.

## Biografía
Conran nació en Kingston upon Thames, hijo de Christina Mabel Halstead y Gerard Rupert Conran, un hombre de negocios nacido en Sudáfrica que era dueño de una empresa de importación de caucho en el este de Londres. Se educó en Highfield School en Liphook, la escuela Bryanston en Dorset y en la Central School of Art and Design, ahora incorporada a Central St Martin's, una parte de la Universidad de las Artes de Londres, donde estudió textiles y otros materiales.
El primer trabajo profesional de Conran llegó cuando trabajó en las estructuras de la exhibición Festival of Britain de 1951 en South Bank. Dejó la universidad para empezar a trabajar en la compañía de arquitectura de Dennis Lennon, que había recibido el encargo de hacer un interior a escala 1/4 del hidroavión Saunders-Roe Princess.
Conran comenzó su propia práctica de diseño en 1956, Conran Design Studio, creó la línea de muebles Summa y diseñó una tienda para Mary Quant.

### Habitat y The Conran Shop
En 1964, abrió la primera tienda Habitat en Chelsea, Londres, con su tercera esposa, Caroline Herbert, que se convirtió en una gran cadena de venta de artículos para el hogar y muebles con diseños contemporáneos. A mediados de la década de 1980, Conran expandió Habitat al grupo de empresas Storehouse plc que incluía BhS, Mothercare y Heal's, pero en 1990 perdió el control de la empresa. Sus empresas minoristas posteriores incluyeron The Conran Shop en 1973 y la fabricación de muebles de madera con certificación FSC (Consejo de Administración Forestal) Benchmark Furniture, que cofundó con Sean Sutcliffe en 1983.
También estuvo involucrado en arquitectura y diseño de interiores, incluido el establecimiento de la consultoría de arquitectura y planificación Conran Roche con Fred Roche en 1980. Sus proyectos incluyeron la recuperación de Michelin House, que convirtió en el restaurante Bibendum, y el Bluebird Garage, ambos en Chelsea, lo que permitió la regeneración del área de Brompton Cross. Con la segunda tienda en Londres, en Marylebone, también instigó el renacimiento de Marylebone High Street.
Conran tuvo un papel importante en la regeneración a principios de la década de 1990 del área de Shad Thames en Londres junto al Tower Bridge que incluye la creación del Design Museum. Su negocio, Conran and Partners, es una empresa de diseño formada por diseñadores y arquitectos de productos, marcas e interiores, que trabaja en proyectos en todo el mundo. Sus tiendas se encuentran en Londres, Francia, Japón y Corea del Sur.
Diseñó muebles para Marks & Spencer, JC Penney, Content by Conran, Benchmark y The Conran Shop.
En 1987 apareció como él mismo en el largometraje El vientre del arquitecto de Peter Greenaway y luego en "In the Smoke" el capítulo 7 de la quinta temporada de la serie policial Pie in the Sky en 1997. Además participó en un capítulo de la serie inglesa Absolutamente fabulosas.
La fundación Conran que dirige el proyecto Boilerhouse fue fundada en 1981 para estimular los lazos entre la industria y el diseño.
Entre 2003 y 2011, Conran fue rector del Royal College of Art.

## Restaurantes
Además de Bibendum, Conran creó muchos otros restaurantes en Londres y en otros lugares. Estuvo siempre apasionado por la gastronomía su primer restaurante fue The Soup Kitchen, abierto en Londres en 1953, le siguieron muchas aperturas en la capital: Le Pont de la Tour, Quaglino's y Mezzo,
En 2005, fue nombrado como el restaurador más influyente del Reino Unido por CatererSearch, el sitio web de la revista Caterer and Hotelkeeper. En 2007, el 49 por ciento del negocio de restaurantes se vendió a dos exgerentes, quienes lo rebautizaron como D&D London.
En 2008, regresó al negocio de los restaurantes a título personal al abrir Boundary, un restaurante, bar, cafetería y complejo de salas de reuniones en Shoreditch, al Este de Londres. Luego fue seguido en 2009 por Lutyens, un restaurante y club privado dentro del antiguo edificio de Reuters en Fleet Street.

## Premios y reconocimientos
Conran recibió, a lo largo de su vida, diversos premios y reconocimientos, entre los que destacanː 
- Caballero del Imperio Británico (1983)[6] A partir de entonces utilizó el tratamiento de Sir Terence Conran.
- Medalla Minerva de la Chartered Society of Designers, el premio más importante de esta sociedad inglesa.
- Premio de diseñador Prince Philip Designers Prize (2003) en reconocimiento a los logros de su vida en el diseño.[7]
- Doctor honoris causa de la London South Bank University (2007)
- Diseñador real de la industria por la Royal Society of Arts (2010).[8]
- Cátedra honoraria de la Universidad de Artes Creativas (mayo de 2012).[2]
- Doctor honoris causa de la Universidad de Pretoria (agosto, 2012)
- Premio Lifetime Achievement Award en The Catey Awards (2017).
- Compañero de Honor (CH) en el 2017 por sus servicios de diseño.[9]

## Vida privada
Conran se casó cuatro veces, con la arquitecta Brenda Davison en 1952 a la edad de diecinueve años; el matrimonio duró seis meses. Los dos hijos Sebastián y Jasper provienen del segundo matrimonio con la escritora Shirley Conran (1955-1962), del tercer matrimonio con la autora de libros de cocina Caroline Conran, los hijos Tom, Sophie y Ned, luego se divorciaron a los 33 años de casados. Desde el 2000 su esposa fue la diseñadora de interiores Vicki Davies. Su hijo Jasper también es diseñador y fue elegido por su padre para sucederlo en la dirección de la empresa.
Priscilla, la hermana de Terence Conran, estaba casada con el chef italiano Antonio Carluccio, que solía trabajar con Conran.
Falleció el 12 de septiembre de 2020 a los ochenta y ocho años, apaciblemente en su casa. En su obituario, el director del Design Museum mencionó «Terence Conran fue fundamental en el rediseño de la Gran Bretaña de la posguerra y su legado es enorme.»